# О
О, о — кирилична літера, є в усіх абетках, створених на слов'яно-кириличній графічній основі.

## Див. Також
- Ꙭ
- Оу
- Ꚛ

## Історія
За формою накреслення це дещо видозмінена кирилична літера  («онъ»), що походить від греко-візантійської уставної літери Ο («омікрон»).
У давньоруській і староукраїнській писемностях паралельно з  вживалася (переважно на початку слова) для позначення цього ж звука також кирилична літера Ѡ («омега»), яка походить від греко-візантійської Ω («омеги»), а для передавання звукосполучення «от» — літера Ѿ («от»). Всі ці літери у зв'язку з наявністю різних писемних шкіл і типів письма (устав, півустав, скоропис) вживалися у кількох варіантах, що допомагає визначити час і місце написання пам'яток. У XVI столітті, крім рукописної, з'явилася друкована форма літери.
У старослов'янській кириличній цифірі мала числове значення «сімдесят».
У глаголиці мала накреслення  і числове значення «80».

## Використання
О — дев'ятнадцята в українській абетці, буває велике й мале, має рукописну й друковану форми. У сучасній українській мові цією літерою позначають кілька схожих звуків:
- [ɔ] — огублений голосний заднього ряду низько-середнього підняття (вогонь, озеро);
- [o] — його алофон, що вимовляється у ненаголошеній позиції перед складом з наголошеним — [зоузуля, коужух] (близько до «у»);
- [o̞] — його другий алофон (поїзд).

### Звук «о»
Літера о передає фонему /o/, що містить кілька алофонів: [ɔ], [o], [o̞]. Ця фонема в сучасній українській мові може мати різне походження.
- Від праслов'янського *o. Таке походження має /o/ у більшості слів. У закритих складах він часто переходить у [i] (дому — дім, коло — кіл): це явище називається ікавізмом. У праслов'янській мові *o походить від таких ранньопраслов'янських й праіндоєвропейських звуків:
  - Від *ŏ — короткого варіанта звука [o]. Це підтверджують дані порівняльного мовознавства: прасл. *domъ — лат. dŏmŭs і грец. δόμος («будова»); прасл. *oko — лат. ŏcŭlŭs і грец. όσσε. Від довгого варіанта цього звука *ō походить інша праслов'янська фонема — *a.
  - Від *ă — короткого варіанта звука [a]. Пор. прасл. *orbota — нім. Arbeit; прасл. *osь — лат. ăxĭs і грец. άξων; прасл. *more — лат. măre і гот. marei, прасл. *otьcь — лат. ătta («тато»). Довгий варіант цього звука *ā також поклав початок праслов'янському *a.
- Від праслов'янського *ъ — редукованого голосного непереднього ряду. Саме таке походження має [о] у словах сон, мох, рот, у закінченнях орудного відмінка однини (домом, сином, братом). Особливістю [о], похідного від *ъ, є те, що він не переходить в [i] у закритих складах (сон < *sъnъ, мох < *mъxъ, рот < *rъtъ, домом < *domъmь). Рідкісні винятки з цього правила (утік) пояснюються дією закону граматичної аналогії.
- Від вставного [о], що з'явився у деяких словах на стиках приголосних після занепаду редукованих (сосон < прасл. *sosnъ).
- У запозиченнях з інших мов (космос, роль, пілон, оранжерея).

### Словотворення
«О» може бути префіксом-формантом при словотворенні, напр., омріяти, огорнути, охопити, ошукати. Сучасні українські прийменники (префікси) о-, об- походять від індоєвропейських прийменників (префіксів) *o, obъ, *otъ. Прийменник (префікс) *obъ мав первинне значення руху навколо, довкруги чогось, а прийменник *o — абстрактні значення переходу в інший стан (нині за ним закріплене значення завершення перехідної дії). Префікс о- має фонетичні варіанти об-, обі-, обо-, які здебільшого зумовлені наступним сполученням звуків. З іншого боку, первісне obъ спрощується перед приголосними до о.

### Вигук
«О» може бути вигуком, вказівною часткою. Уживається при вираженні різних почуттів, душевних переживань і для підсилення емоційної виразності.

### Інше використання
Використовується також при класифікаційних позначеннях і означає «дев'ятнадцятий». При цифровій нумерації вживається як додаткова диференційна ознака, коли ряд предметів має такий самий номер: шифр № 7-О і т. д.

## В інших кириличних абетках

### Російська мова
У російській мові «о» передає звук [o] лише у наголошених складах. У ненаголошених вона читається як [a] (корова — [каро́ва]) або [ъ] (молоко — [мълако́]) — це явище відоме як акання. У північноросійських діалектах «о» читається як [o] і в ненаголошеному положенні — це називається оканням.

### Церковнослов'янська мова
У церковнослов'янському письмі літера «онъ» має кілька графічних варіантів, що розрізнюються за вживанням:
1. Звичайний «онъ» — ;
2. Вузький «онъ» — використовується у складі диграфа «ук» (правильніше «он-ік»).
3. Широкий «онъ» — . Використовується у таких випадках:

- на початку слів (ѻгнь, ѻтрокъ),
- на початку другої частини складних слів (ѻбоюдуѻстрый),
- на початку кореня після приставок (праѻтецъ),
- у географічних назвах iѻрданъ (річка Йордан) і іѻппіа (сучасне місто Яффа або Яффо) і похідних від них,
- для позначення числа 70 у кириличній цифірі;

Поряд з буквою «онъ» для позначення звука [о] у церковнослов'янському письмі використовується також Ѡ («омега»). Вживання тієї чи другої літери регламентується правилами правопису. Для передавання сполучення «от» у прийменниках і приставках використовують букву Ѿ («от»).

### Варіанти
У московській орфографії (дониконівській і старообрядців) «вузьке» накреслення могло вживатися замість звичайного і в інших випадках (частіше ненаголошене), але без чіткої системи, лише з міркувань зручності набирання «тісних» рядків. У стародрукованих книгах (Івана Федорова та інших) «широке» накреслення взагалі не використовувалося — замість нього вживали «звичайне», а замість останнього — «вузьке».

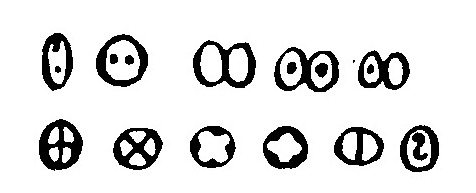
Очні й охресні О

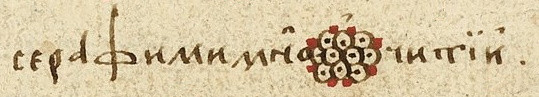
Написання «Серафими многоочитії» з Псалтиря XV століття

У рукописах трапляються і більш екзотичні варіанти:
- У слові «око» літеру «о» писали з крапкою усередині — для схожості зі справжнім оком — ;
- У двоїні «очи» літеру «о» могли писати з двома крапками — , або подвійною, з крапками у кожній із з'єднаних між собою «о» — .
- У слові «многоочитїи» (про херувимів) відоме вживання цілої «хмари» з літер «о» з крапками — ꙮ;
- У словах округъ, окрестъ з похідними від них усередині «о» ставили хрестик («охресне о») —

У пізних берестяних грамотах XV століття (окремі приклади є в XIV і навіть у XIII століттях) «широке» о (у деяких почерках розімкнуте згори) і о з крапкою усередині («очне», воно могло бути вузьким і широким і навіть з «війками» зверху) часто використовували на початку слова і після голосної, у той час як в інших позиціях виступало звичайне «вузьке» о. Замість «широкого» могли використовувати й омегу.
Фігурні старокириличні накреслення О включені у стандарт Юнікод версії 7.0:
| Вид символа        |        |        |        |        |        |        |
| Код великої літери | —      | U+A66C | U+A668 | U+A698 | U+A69A | U+A66A |
| Код малої літери   | U+A66E | U+A66D | U+A669 | U+A699 | U+A69B | U+A66B |

## Цікаві факти
- Слово з трьома цими літерами підряд: зоооб'єднання.
- В українській мові існує слово, що складається з однієї цієї літери — «о». Воно омонімічне: може означати як вигук, часто уживаний у звертанні (О, музо, панночко Парнаська! Спустись до мене на часок), так і прийменник (перед голосними має форму об). Зараз цей прийменник використовується лише для позначення часу (о сьомій годині), і з дієсловами, що мають значення «зіткнутися», «ударитися», «битися» (миска розбилася о камінь, хвилі б'ються о берег). Історичне вживання прийменника «о» було ширшим, так, у сполученні з місцевим відмінком він широко використовувався замість прийменника «про», трапляється в цьому значенні він і в літературі: «О Довбушу він ніколи не споминав, о грошех і скарбах тож само ні» (І. Я. Франко), «А тут бур'ян, піски, тали… І хоч би на сміх де могила О давнім давні говорила» (Т. Г. Шевченко), «Ще довго стояла громада нерухомо.. Нарешті розійшлась: кожний мав о чім думати після слів Соловейка» (М. М. Коцюбинський)[6]. У цьому значенні прийменник «о» зараз широко вживається у деяких слов'янських мовах (рос. думаю о тебе, пол. myślę o tobie, серб. ја мислим о теби, хорв. ja mislim o tebi — «я думаю про тебе»). У сучасній українській мові може заміняти «про» з метою стилизації під старосвітське мовлення («Слово о полку Ігоревім»).
- На кириличній клавіатурі з розкладкою ЙЦУКЕН літери А і О помічені точками або рисками — для зручнішої орієнтації при сліпому методі друкування.
- Згідно зі Словарем української мови Б. Грінченка, «оником» (зменшувальна форма «он») наприкінці XIX — початку XX ст.ст. називали нуль[7].

## Таблиця кодів
| Кодування              | Регістр | Десятковий код | 16-ковий код | Вісімковий код | Двійковий код     |
| ---------------------- | ------- | -------------- | ------------ | -------------- | ----------------- |
| Юнікод (звичайне О, о) | Велика  | 1054           | 041E         | 002036         | 00000100 00011110 |
| Юнікод (звичайне О, о) | Мала    | 1086           | 043E         | 002076         | 00000100 00111110 |
| Юнікод (широке Ѻ, ѻ)   | Велика  | 1146           | 047A         | 002172         | 00000100 01111010 |
| Юнікод (широке Ѻ, ѻ)   | Мала    | 1147           | 047B         | 002173         | 00000100 01111011 |
| ISO 8859-5             | Велика  | 190            | BE           | 276            | 10111110          |
| ISO 8859-5             | Мала    | 222            | DE           | 336            | 11011110          |
| KOI 8                  | Велика  | 239            | EF           | 357            | 11101111          |
| KOI 8                  | Мала    | 207            | CF           | 317            | 11001111          |
| Windows 1251           | Велика  | 206            | CE           | 316            | 11001110          |
| Windows 1251           | Мала    | 238            | EE           | 356            | 11101110          |